# Karin Friman
Karin Ingrid Friman, född 26 oktober 1934 i Silbodal Årjäng, är en svensk målare och skulptör.
Friman studerade vid Konstrum 1977-1988, kurs för Arne Isacsson i Rågårdsvik 1985 och kurser på Kyrkeruds folkhögskola 1989-1995. Hon har haft separatutställning på bland annat Galleri Fryksta Station i Kil, Galleri Gripen i Karlstad, Alsters herrgård i Karlstad, Konstfrämjandet Karlstad, Stadshuset i Hagfors och Tälleruds Hembygdsgård. Hon har medverkat i samlingsutställningarna Värmlands konstförenings Vår- och Höstsalonger på Värmlands museum, Konsthallen Arvika, Spirit in art på Stockholms universitet, Galleri Oyggin i Suduröy på Färöarna, Åmåls konsthall och Väsby Konsthall.
Hennes konst består huvudsakligen av målningar i olja, tempera, akryl, akvarell, vaxmåleri, collage och kritor samt skulpturer i brons.
Friman är representerad i Värmlands läns landsting, Karlstads kommun och ett flertal konstföreningar.